# Ganden Döndrubling
| Tibetische Bezeichnung                           |
| ------------------------------------------------ |
| Tibetische Schrift: དགའ་ལྡན་དོན་འགྲུབ་གླིང།            |
| Wylie-Transliteration: dga' ldan don 'grub gling |
| Andere Schreibweisen: Ganden Döndrubling         |
| Chinesische Bezeichnung                          |
| Vereinfacht: 东竹林寺                            |
| Pinyin:Dongzhulin si                             |

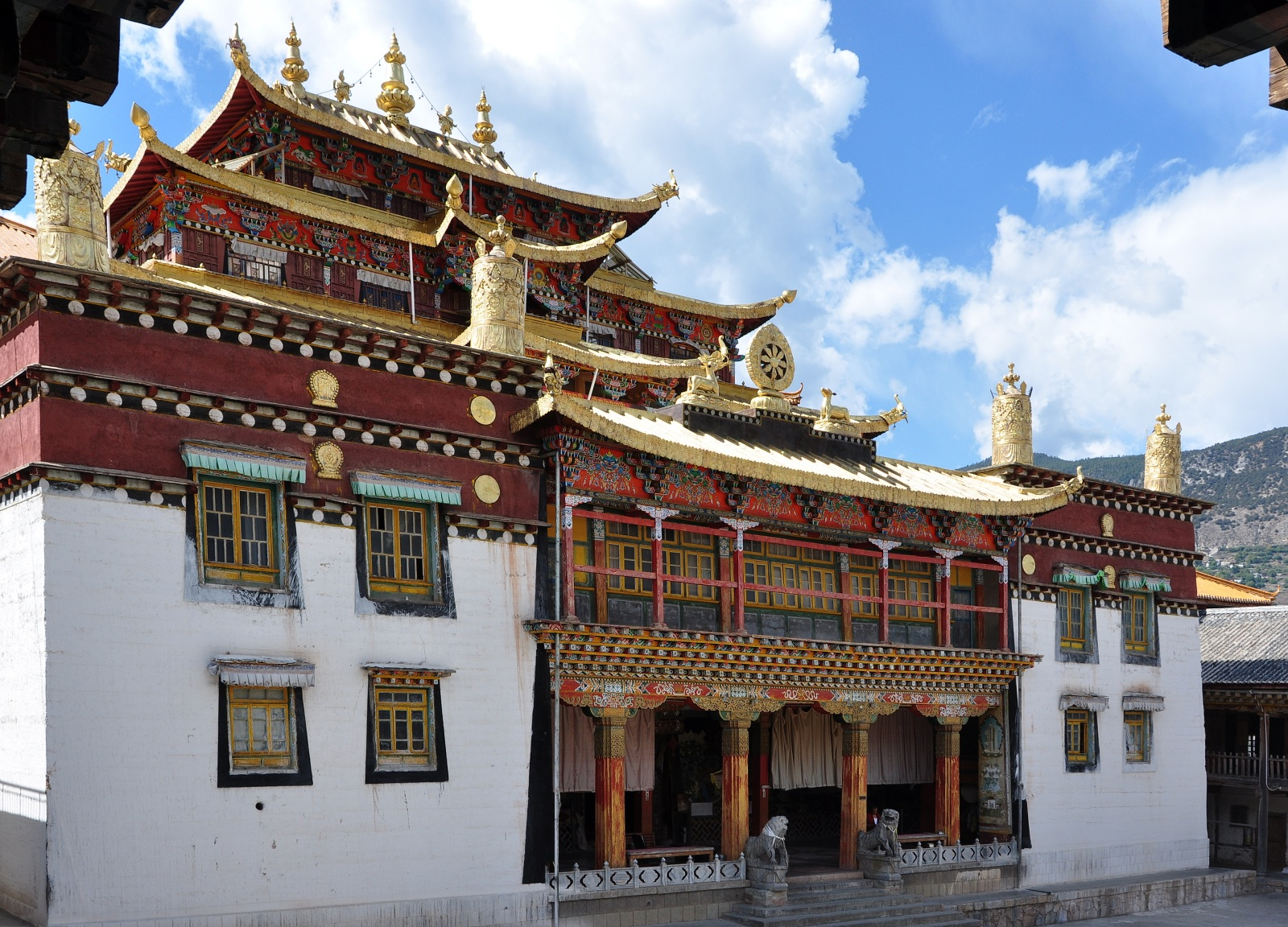
Ganden Döndrubling

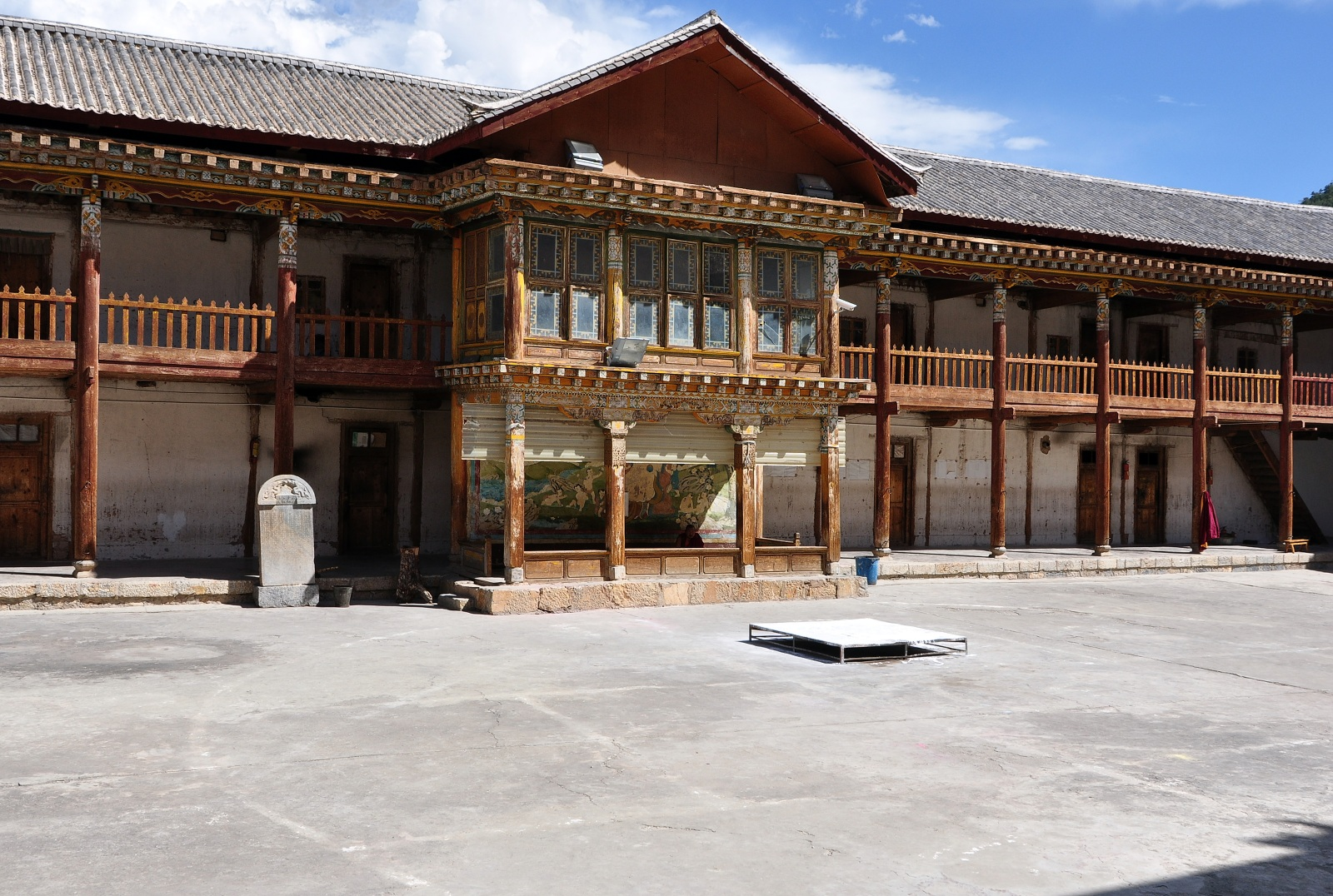
Ganden Döndrubling

Das Kloster Ganden Döndrubling (tibetisch དགའ་ལྡན་དོན་འགྲུབ་གླིང། Wylie dga' ldan don 'grub gling) bzw. das Döndrubling-Kloster (tib. don 'grub gling dgon) ist heute ein Kloster der Gelug-Schule des tibetischen Buddhismus in der Gemeinde Benzilan 奔子栏乡 von Dêqên (Dechen) im gleichnamigen Autonomen Bezirk der Tibeter im Nordwesten der chinesischen der südwestchinesischen Provinz Yunnan.
Es ist neben dem Kloster Ganden Sumtseling eines der bedeutendsten Klöster der Gelug-Schule in dieser Region von Kham der Provinz Yunnan. Das Kloster war ursprünglich ein Kloster der Kagyü-Schule.
Das Kloster wurde ursprünglich 1667 in der Zeit der Qing-Dynastie gegründet.
Heute beherbergt es über dreihundert Mönche mit vier Inkarnationslinien „Lebender Buddhas“. Es liegt an der Straße Nationalstraße 214 (G 214).
Wandmalereien zeigen unter anderem die Buddhas der Vergangenheit und die Acht Medizinbuddhas.
Das Kloster erlitt während der Kulturrevolution in den 1960er Jahren Zerstörungen, die in den 1980er Jahren wiederaufgebaut wurden.
Das Kloster steht seit 1987 auf der Liste der Denkmäler der Provinz Yunnan.